# 鷹司信熙
鷹司 信熙（たかつかさ のぶひろ、1892年（明治25年）1月7日 - 1981年（昭和56年）1月15日）は、日本陸軍の軍人、華族。最終階級は陸軍大佐。男爵。

## 経歴
東京都出身。公爵・鷹司煕通の二男として生まれる。1905年（明治38年）12月、分家し男爵を叙爵。陸軍中央幼年学校予科、同本科を経て、1912年（明治45年）5月、陸軍士官学校（24期）を卒業。同年12月、砲兵少尉に任官し近衛野砲兵連隊付となる。1915年（大正4年）12月、陸軍砲工学校高等科を卒業。
1921年（大正10年）7月、近衛野砲兵連隊中隊長に就任。陸士本科教官に転じ、1928年（昭和3年）8月、砲兵少佐に昇進。1929年（昭和4年）8月、野戦重砲兵第8連隊付となる。以後、近衛野砲兵連隊大隊長、砲工学校教官を歴任。1933年（昭和8年）8月、皇族付武官・北白川宮永久王付に就任。1934年（昭和9年）8月、砲兵中佐に進級。
1936年（昭和11年）8月、陸軍野戦砲兵学校教官となり、1937年（昭和12年）12月、野戦重砲兵第7連隊長に就任。1939年（昭和14年）3月、砲兵大佐に昇進。ノモンハン事件に出動。事件後、その引責として1939年9月30日に停職・男爵礼遇停止の処分を受けた。同年12月、諭旨・予備役編入となった。
太平洋戦争末期の1944年（昭和19年）8月に召集され、名古屋陸軍造兵廠監督官を務めた。
戦後、公職追放となり、1951年に追放解除となった。

## 親族
- 祖父 九条尚忠 - 従一位関白。
- 伯父 九条道孝
- 伯母 英照皇太后
- 母 鷹司順子 - 公爵・徳大寺実則の娘。
- 兄 鷹司信輔 - 皇太子傅育官・貴族院議員・明治神宮宮司。
- 妻 鷹司裕子 - 三井高棟の娘[3]。
- 長男 鷹司信春 - 夭折
- 次男 鷹司信兼 - 陸軍大尉
- 三男 鷹司信通 - 豊田通商監査役
- 四男 鷹司信政 - 夭折
- 長女 岩崎睦子 - 初め馬越慎思（馬越恭平の孫で教育者）に嫁ぎ[3]、のち岩崎寿男（実業家）に嫁ぐ
- 次女 鎌田靖子 - 鎌田義郎に嫁ぐ
- 五男 鷹司信完
- 三女 安東直子 - 安東錠治に嫁ぐ
- 六男 鷹司信克
- 四女 三好国子 - 三好邦忠に嫁ぐ